# Joseph Mercola
Joseph Michael Mercola (* 8. července 1954 Chicago) je americký zastánce alternativní medicíny, osteopatický léčitel a internetový podnikatel. Prodává doplňky stravy a zdravotnické prostředky, z nichž některé jsou kontroverzní. Do roku 2013 Mercola provozoval „Dr. Mercola Natural Health Center“ (dříve „Optimal Wellness Center“) v Schaumburgu ve státě Illinois, napsal knihy The No-Grain Diet (s Alison Rose Levyovou) a The Great Bird Flu Hoax. Na svých webových stránkách Mercola a jeho kolegové obhajují řadu neověřených názorů alternativních medicíny včetně homeopatie a odporu k očkování. Tyto postoje čelí trvalé kritice. Mercola je členem politického sdružení Association of American Physicians and Surgeons, které prosazuje vědecky zdiskreditované názory na medicínu a nemoci, a několika dalších organizací zabývajících se alternativní medicínou.
Mercolova medicínská tvrzení byla kritizována lékařskou, vědeckou, regulační i obchodní komunitou. V úvodníku časopisu BusinessWeek z roku 2006 se uvádí, že se jeho marketingové praktiky opírají o „úhlednou propagaci, chytré využívání informací a zastrašovací taktiky“. V letech 2005, 2006 a 2011 americký Úřad pro kontrolu potravin a léčiv varoval Mercolu a jeho společnost, že uvádějí nezákonná tvrzení o schopnosti svých produktů odhalovat, předcházet a léčit nemoci. Stránky Quackwatch, které sledují lékařskou praxi, kritizovaly Mercolu za to, že uvádí „nepodložená tvrzení, (která) jsou v rozporu s tvrzeními předních lékařských a zdravotnických organizací, a za mnohá nepodložená doporučení týkající se doplňků stravy.“ Onkologický chirurg David Gorski o marketingových technikách společnosti Mercola říká, že „mísí nudné a rozumné zdravotní rady s pseudovědeckými radami takovým způsobem, že je pro člověka bez lékařského vzdělání těžké zjistit, která je která.“.
Během pandemie nemoci covid-19 se Mercola proslavil šířením dezinformací o viru a pseudovědeckých dezinformací proti očkování na sociálních sítích. Podle vědců se stal hlavním šiřitelem dezinformací o koronaviru na internetu.

## Život a kariéra
Joseph Mercola se narodil 8. července 1954 v Chicagu ve státě Illinois ve Spojených státech amerických, jeho matka Jeanette Aldridgeová (rozená Freemanová) byla servírka a jeho otec Thomas Nicholas Mercola byl veteránem letectva, který pracoval pro společnost Marshall Fields

Mercola navštěvoval Lane Tech College Prep High School a dále studoval biologii a chemii na Illinoiské univerzitě, kterou dokončil v roce 1976. V roce 1982 absolvoval Chicago College of Osteopathic Medicine (nyní Midwestern University), na které získal titul Doctor of Osteopathic Medicine (Osteopatie není v ČR považována za skutečný lékařský obor). 

Podle Mercolových vlastních webových stránek je bývalým předsedou oddělení rodinné medicíny v St. Alexius Medical Center. V roce 2009 přestal navštěvovat pacienty, aby se mohl na plný úvazek věnovat svému podnikání v oblasti zdravotních produktů a vitaminových doplňků. Ve svém čestném prohlášení z roku 2017 Mercola uvedl, že jeho čisté jmění „přesahuje 100 milionů dolarů“.
Napsal dvě knihy, které se umístily na seznamu bestsellerů New York Times: The No-Grain Diet (2003) a The Great Bird Flu Hoax (2006). V knize o ptačí chřipce Mercola odmítá lékařské obavy z pandemie ptačí chřipky a tvrdí, že vláda, „big business“ a mainstreamová média se spikly, aby propagovaly hrozbu ptačí chřipky a získaly tak peníze a moc. Mercola vystupoval v pořadech The Dr. Oz Show a The Doctors.

## Názory a kontroverze

### Internet

#### Webové stránky
Mercola provozuje stránky Mercola.com, které označuje za nejpopulárnější alternativně-zdravotní web na internetu a kromě hlavního webu také vytváří blogy, jako jsou Healthy Petsv (Zdraví domácí mazlíčkové) a Peak Fitness. Podle počítání návštěvnosti z Quantcast stránky měsíčně navštíví asi 1,9 milionu nových návštěvníků, z nichž každý se na ně vrací téměř desetkrát za měsíc; počet zobrazení se zhruba rovná těm, které získává americký Národní institut zdraví. Stránky a jeho společnost Mercola LLC vydělaly v roce 2010 zhruba 7 milionů dolarů díky prodeji postupů alternativní medicíny a doplňků stravy. Stránky propagují vyvrácené zdravotní názory, včetně představy, že homeopatie může léčit autismus a že očkování má skryté škodlivé účinky na lidské zdraví. Článek v BusinessWeeku kritizoval jeho stránky za používání agresivní taktiky přímého marketingu, když napsal:
Mercola nedává za pravdu představě, že holističtí lékaři bývají natolik pohlceni léčbou pacientů, že nejsou efektivními obchodníky. Mercola se sice na svých stránkách snaží s tímto obrazem ztotožnit tím, že se odlišuje od "všeho toho chamtivě motivovaného humbuku v zemi zdravotní péče", ale je to mistr propagátor, který využívá všechny triky tradičního i internetového přímého marketingu, aby rozvíjel své podnikání ... Prodává produkty a služby v oblasti zdravotní péče a odvolává se přitom na neblahou tradici, kterou proslavili staří prodejci hadího oleje z 19. století.
BusinessWeek
Phyllis Entisová, mikrobioložka a odbornice na bezpečnost potravin, upozornila na web Mercola.com jako na příklad internetových stránek, „které mohou uvádět spotřebitele v omyl tím, že nabízejí jednostranné, neúplné, nepřesné nebo zavádějící informace“.

##### Odstranění obsahu webu
V srpnu 2021 Mercola na svých webových stránkách oznámil, že trvale odstraní všechny své články (asi 15 000), a uvedl, že prezident Biden se na něj „zaměřil jako na hlavní překážku, která musí být odstraněna“, a že je povolena „zjevná cenzura.“ Uvedl, že bude i nadále denně zveřejňovat články, které budou po 48 hodinách smazány, a že doufá, že jeho stoupenci budou jeho články dál šířit. Rachel E. Moranová, výzkumnice konspiračních teorií na Washingtonské univerzitě, uvedla, že tímto oznámením se „(Mercola) snaží vymyslet vlastní strategii, jak se vyhnout odstraňování svého obsahu, a zároveň hrát mučedníka hnutí, vlivné postavy, která je stále terčem útoků.“

#### Sociální sítě
YouTube, Facebook a Twitter zakázaly dezinformace o koronaviru již na počátku pandemie. Na jaře 2021 Facebook zakázal dezinformace o všech vakcínách, příspěvky Mercoly mazal, ale jeho uživatelský účet ponechal aktivní.

YouTube v září zakázal všechny dezinformace proti očkování a pozastavil účty významných aktivistů proti očkování, včetně účtu Josepha Mercoly. Mercola v e-mailu uvedl, že je cenzurován, a bez předložení důkazů prohlásil, že vakcíny mnoho lidí zabily.

### Očkování
Mercola je velmi kritický politice očkování a k vakcínám samotným, a tvrdí, že je příliš mnoho vakcín podáváno příliš brzy - v dětském věku. Na svých webových stránkách dává prostor odpůrcům očkování, v mnoha případech obhajuje jiná opatření než očkování, například použití vitaminu D místo očkování proti chřipce, přestože výsledky nejsou přesvědčivé. Od roku 2019 věnoval prostřednictvím své nadace Natural Health Research Foundation (Nadace pro výzkum přírodní medicíny) skupinám bojujícím proti očkování nejméně 4 miliony dolarů, z toho více než 2,9 milionu dolarů skupině bojující proti očkování National Vaccine Information Center, což činí asi 40 % finančních prostředků této organizace. Roku 2011 spolufinancoval reklamu proti očkování na Times Square.
Mercola tvrdil, že thimerosal, konzervační látka ve vakcínách, je škodlivý kvůli obsahu rtuti.

Thimerosal byl odstraněn z většiny vakcín podávaných malým dětem v USA, aniž by to mělo vliv na míru diagnostikování autismu. Od roku 1999 se nashromáždilo mnoho důkazů, které ukazují, že tato konzervační látka je bezpečná, přičemž Světová zdravotnická organizace (WHO) v roce 2006 uvedla, že „neexistují žádné důkazy o toxicitě u kojenců, dětí nebo dospělých vystavených thimerosalu ve vakcínách“.
V březnu 2021 analýza protivakcinačního obsahu na Twitteru a Facebooku zjistila, že Mercola's je jedním z 12 účtů jednotlivců a organizací (tzv. Dezinformační tucet), které produkují až 65 % veškerého protivakcinačního obsahu na těchto platformách. Mercola byl na prvním místě mezi těmito dezinformátory.

Podle analýza deníku The New York Times Joseph Mercola od začátku pandemie publikoval na Facebooku více než 600 článků, které zpochybňovaly vakcíny proti covidu-19, čímž oslovil mnohem větší publikum než ostatní odpůrci těchto vakcín.

O vakcínách proti koronavirům prohlásil, že jsou „lékařským podvodem“, že injekce nezabraňují infekcím, a neposkytují imunitu ani nezastavují přenos nemoci.

### Covid-19
Podle vědců se Mercola stal hlavním šiřitelem dezinformací o koronaviru na internetu. Od začátku pandemie publikoval na Facebooku více než 600 článků, které zpochybňují vakcíny proti covidu-19, čímž oslovil mnohem větší publikum než ostatní odpůrci vakcín.
V roce 2020 byl Mercola jedním z partnerů webové stránky nazvané „Stop Covid Cold“ (Stop Covid nachlazení), která veřejnosti nabízela rady ohledně prevence a léčby covidu-19 pomocí alternativních prostředků. Webové stránky obsahují odkazy na Mercolův internetový obchod a kladou velký důraz na doplňky stravy s vitaminem D, přestože chybí vědecké důkazy o účinnosti takové léčby. Webové stránky byly v dubnu 2021 zrušeny poté, co provozovateli Úřad pro kontrolu potravin a léčiv zaslal varovný dopis. Mercola oznámil, že zmínky o covidu-19 ze svých webových stránek odstraní s tím, že za vším stojí Bill Gates a „Big Pharma“.
Mercola také tvrdil, že vdechování 0,5-3% roztoku peroxidu vodíku pomocí rozprašovače může zabránit nebo vyléčit covid-19. Tweet od Mercoly propagující tuto metodu byl 15. dubna 2020 z Twitteru odstraněn pro porušení pravidel platformy, ale tato tvrzení nadále uváděl na jiných platformách, včetně projevu na velké konferenci aktivistů proti očkování v říjnu.
Tvrdil také, že nošení roušek ke snížení rozšiřování nemoci nepřispívá a naopak vede ke zdravotním komplikacím. Toto tvrzení bylo opakovaně vyvráceno.

### Další názory
Mezi další kontroverzní názory, které Mercola podporuje, patří:
- Výživová doporučení týkající se konzumace potravin, která ho často staví do rozporu s hlavním proudem výživových doporučení[23].
- Obhajoba označování geneticky modifikovaných potravin a zpochybňování jejich zdravotní nezávadnosti[30][45].
- Tvrzení, že mikrovlnný ohřev potravin mění jejich chemické složení[1][46], přestože se říká, že mikrovlnný ohřev potravin nemá negativní vliv na obsah živin ve srovnání s konvenčně připravenými potravinami[47][48][49].
- Odpor k homogenizaci a pasterizaci - Mercola tvrdí, že pasterizované mléko má malou výživovou hodnotu a přispívá k řadě negativních zdravotních účinků[50][51], přestože vědci považují toto přesvědčení za „chatrné a nevěrohodné“[52], a uvádějí že: „Experimentální důkazy nepotvrdily a v mnoha případech vyvrátily hypotézu o xantinoxidáze/vyčerpání plazmalogenů[53].“
- Zpochybňuje, zda je HIV příčinou AIDS[46]. Na stránkách Mercola.com se také objevily pozitivní prezentace tvrzení popíračů AIDS, okrajové skupiny, která popírá roli HIV při vzniku AIDS[1].
- Pseudovědecké tvrzení, že záření mobilních telefonů je rizikem pro rozvoj rakoviny[46][54][55].
- Tvrzení, že mnoho komerčních značek opalovacích krémů pravděpodobnost onemocnění rakovinou kůže při vysoké expozici UV záření spíše zvyšuje, než snižuje, a místo toho obhajuje používání přírodních opalovacích krémů, z nichž některé prodává na svých webových stránkách[1]. Tento názor nezastává hlavní proud lékařské vědy; v roce 2011 Národní toxikologický program USA uvedl, že „ochrana proti fotopoškození používáním širokospektrálních opalovacích krémů je dobře zdokumentována jako účinný prostředek ke snížení celkové celoživotní dávky UV záření, a tím k prevenci nebo zmírnění účinků UV záření na vzhled i biomechanické vlastnosti kůže“[56].

## Varování a pokuty od FDA
Za řadu doplňků stravy a přístrojů v průběhu přibližně 16 let v 21. století byl Mercola varován Úřadem pro kontrolu potravin a léčiv Spojených států amerických (FDA) za nepravdivou reklamu na produkty schválené ke „zmírnění, prevenci, léčbě, diagnostice nebo vyléčení“ různých onemocnění, např.:
- v roce 2005 za produkty Living Fuel RX(TM) a kokosový olej[57]
- v roce 2006 i s pokutou za chlorellu a kokosový olej Optimal Wellness Center[46][58]
- v roce 2011 za propagaci a prodej infračervenoé kamery Meditherm Med2000, o které Mercola neoprávněně a bez důkazů tvrdil, že je to „revoluční a bezpečný diagnostický nástroj“, který „odhaluje skryté záněty“ (a dalších 76 specifických potíží), a jako „nejnovější bezpečný nástroj pro screening rakoviny“.[59][60].
- v roce 2016 musel zaplatit více než 5 miliónů dolarů jako odškodnění pro své zákazníky, kterým od roku 2012 prodával solária pro domácí využití. Jednalo o zcela běžné přístroje na principu UV záření, Mercola o nich ale ničím nepodloženě tvrdil, že jejich používání nijak nezvyšuje riziko rakoviny, pomáhá s prevencí rakoviny, léčí kožní choroby a zpomaluje stárnutí pleti a že je doporučují i vládní zdravotnické organizace. Doporučení od FDA si ale jen vymyslel a podporu od organizace Vitamin D Council si koupil.[46][61]
- Během pandemie onemocnění covid-19 v letech 2020-2021 byl Mercola, jeho společnost a sociální síť opět varován FDA za nepravdivou reklamu na účinnost vysokých dávek produktů s obsahem vitaminu C, vitaminu D3, kvercetinu a pterostilbenu, které mají „zmírnit, předcházet, léčit, diagnostikovat nebo vyléčit“ onemocnění covid-19.[62]

Přesto své stránky mercola.com označuje za „důvěryhodný zdroj spolehlivých a přesných informací z oblasti zdraví“